# ديمتري باتروشيف
ديمتري باتروشيف (مواليد 13 أكتوبر 1977) هو مصرفي وسياسي روسي يشغل منصب وزارة الزراعة منذ 18 مايو 2018.